# Omar De Feo
Omar Rubens De Feo Scala (Montevideo, 30 de marzo de 1920 - Montevideo, 2 de octubre de 2006) fue un periodista uruguayo de radio y televisión.

## Biografía
Nacido en el barrio La Comercial, se destacó en su labor periodística en la segunda mitad del siglo XX, participando en medios televisivos y radiales. 
En 1942 comienza su carrera profesional en Radio Carve, desde donde le tocó vivir y cubrir hechos históricos, como el estallido y fin de la Segunda Guerra Mundial, en donde supo dar la primicia a los uruguayos. Durante los años 1950 supo ser uno de los locutores radiales más escuchados, sabiendo cultivar una amplia audiencia en ambas orillas del Río de la Plata sobre todo tras los sucesos acontecidos durante el gobierno de Juan Domingo Perón en la Argentina. 
En Radio Carve condujo programas como Tomándole el pulso a la República (de corte político), y La buena noticia Rausa, desde donde se resaltaban las buenas acciones efectuadas por diversas personas. En 1956, con el surgimiento de la televisión en Uruguay, a través de Canal 10, Defeo alternó su labor tanto en radio como en televisión. 
A partir de 1971 se dedicó por entero a trabajar en Canal 10 donde contribuyó con la creación y puesta en marcha del noticiero Subrayado, del cual fue impulsor y director. Otros programas que contaron con su participación en Canal 10 fueron "Siglo XX" y "Esta es su vida" y "Prioridad" junto a Barret Puig, Ángel María Luna y Danilo Arbilla.
En 1994 publicó sus memorias, acompañadas de una revisión de la historia de la radio y la televisión en Uruguay y el mundo. El título del libro fue Los locos de la azotea, aludiendo a los comienzos de las transmisiones radiales deportivas en Uruguay. En sus últimos años mostró preocupación por la incidencia negativa de algunos medios de comunicación en la sociedad uruguaya, y se preguntaba hasta qué punto el bajo nivel que habían alcanzado no contribuía a la degradación del lenguaje, la propagación de los malos hábitos y el mal gusto reinante en varios sectores de la población.
Falleció el 2 de octubre de 2006 a los 86 años